# Not Alone (пісня Aram Mp3)
«Not Alone» (укр. «Не самотній») — пісня вірменського співака Aram Mp3, з якою він представляв Вірменію на Євробаченні 2014 у Копенгагені, Данія. У фіналі конкурсу пісня набрала 174 бали та посіла 4 місце.